# Rinteln
Rinteln város Németországban, azon belül Alsó-Szászország tartományban. Lakosainak száma 25 626 fő (2023. december 31.).

## Közigazgatás
A városnak a belváros kívül 18 része van:
- Ahe 
  - Großer
  - Kleiner Neelhof
- Deckbergen
- Engern
- Exten 
  - Kehl
- Friedrichswald
- Goldbeck 
  - Klein Goldbeck
  - Neu Goldbeck
- Hohenrode
- Kohlenstädt
- Krankenhagen 
  - Friedrichshöhe
  - Nottberg
  - Strüvensiek
- Möllenbeck 
  - Ellerburg
  - Hessendorf
- Schaumburg 
  - Domäne Koverden
  - Ostendorf
  - Paschenburg
  - Rosenthal
- Steinbergen
- Schloss Arensburg
- Strücken 
  - Saarbeck
- Uchtdorf 
  - Forsthaus Taubenberg
- Todenmann 
  - Gut Dankersen
- Volksen 
  - Weseberg
- Wennenkamp 
  - Passenstein
- Westendorf 
  - Gut Echtringhausen
  - Westendorfer Landwehr

## Népesség
A település népességének változása:
| Lakosok száma | 25 187 | 25 527 | 25 596 | 25 484 | 25 380 | 25 721 | 25 626 |
|               | 2015   | 2016   | 2017   | 2019   | 2021   | 2022   | 2023   |